# Lerryn
Lerryn ist ein englisches Dorf im Südwesten von Cornwall. Es liegt an einem gleichnamigen Seitenarm des River Fowey. Erste urkundliche Erwähnung erfolgte 1284 in einem Steuerverzeichnis.